# Julien Robert
Pour les articles homonymes, voir Robert.
Julien Robert, né le 11 décembre 1974 à Grenoble, est un biathlète français, deux fois médaillé olympique et une fois champion du monde en relais.

## Biographie
Membre du club de ski des Douanes, Julien Robert participe à la Coupe du monde à partir de la saison 1995-1996.
Il court à son premier championnat du monde en 1997, terminant notamment cinquième du relais. C'est durant la saison 1998-1999 qu'il enregistre ses premiers points dans la compétition et il y prend la seizième place sur l'individuel des Championnats du monde à Oslo (son meilleur classement en mondial). Il gagne sa seule course internationale dans la Coupe d'Europe sur l'individuel à Champex-Lac. En décembre 1999, il intègre le top dix en Coupe du monde avec une septième place sur la poursuite à Hochfilzen.
Il est devenu un membre clé du relais masculin français depuis la saison 1999/2000 durant laquelle il a gagné sa titularisation. Sa principale qualité se situe dans sa précision au tir puisqu'il figure régulièrement parmi les meilleurs du circuit. D'ailleurs, ses excellentes performances au tir ont souvent réussi à pallier son ski de fond un peu handicapant par rapport aux meilleurs fondeurs.
Aux Championnats du monde 2001, il décroche le plus grand titre de sa carrière en devenant membre du premier relais français champion du monde en compagnie de Gilles Marguet, Vincent Defrasne et Raphaël Poirée, Robert n'utilisant aucune balle de pioche. Il monte sur un deuxième podiums en mondial lors de l'édition 2004 à Oberhof, où il est médaillé de bronze en relais. Sa deuxième victoire en relais dans la Coupe du monde a lieu en janvier 2003 à Ruhpolding, lors d'une saison où il établit son meilleur classement général : vingtième.
Il est aussi sélectionné à trois reprises pour les Jeux olympiques d'hiver, à Nagano en 1998, à Salt Lake City en 2002, où il gagne la médaille de brinze en relais puis à Turin en 2006, où il remporte de nouveau le bronze lors du relais et signe ses meilleurs résultats individuels en grand championnat avec une sixième place sur l'individuel ou encore une dixième place sur la poursuite. À titre individuel, les meilleures places de Julien Robert ont été essentiellement obtenues sur les épreuves contenant quatre tirs comme la poursuite, la mass-start ou l'individuel (où il a remporté son seul podium de Coupe du monde à Salt Lake City en 2001 avec un vingt sur vingt au tir). Il prolonge sa carrière internationale jusqu'en 2008, où il compte une ultime sélection en championnat du monde.
Grâce à ses deux médailles de bronze olympiques, il est fait chevalier (décret du 12 avril 2002) puis officier de l'Ordre national du Mérite (décret du 21 avril 2006).
Il est nommé entraineur du groupe dames Coupe du monde à la fin de la saison 2013-2014, succédant à Thierry Dusserre et reste à ce poste jusqu'à la fin de la saison 2017-2018.
Il a été l'époux de Florence Baverel-Robert, biathlète championne olympique en 2006 et a divorcé depuis.

## Palmarès

### Jeux olympiques
| Épreuve / Édition                   | Individuel | Sprint | Poursuite                        | Départ en masse                  | Relais                              |
| Jeux olympiques 1998 Nagano         | 40e        | 67e    | Épreuve inexistante à cette date | Épreuve inexistante à cette date | —                                   |
| Jeux olympiques 2002 Salt Lake City | 54e        | 35e    | 39e                              | Épreuve inexistante à cette date | Médaille de bronze, Jeux olympiques |
| Jeux olympiques 2006 Turin          | 6e         | 18e    | 10e                              | 16e                              | Médaille de bronze, Jeux olympiques |

Légende :
- : épreuve inexistante ou non olympique.

### Championnats du monde
| Mondiaux \ Épreuve        | individuel | Sprint | Poursuite | Départ en masse                  | Relais                    | Relais mixte                     | Course par équipes               |
| 1997 Osrblie              | 30e        | 45e    | —         | Épreuve inexistante à cette date | 5e                        | Épreuve inexistante à cette date | 7e                               |
| 1999 Kontiolahti Oslo     | 16e        | —      | —         | —                                | —                         | Épreuve inexistante à cette date | Épreuve inexistante à cette date |
| 2000 Oslo Lahti           | 59e        | 54e    | 45e       | —                                | 10e                       | Épreuve inexistante à cette date | Épreuve inexistante à cette date |
| 2001 Pokljuka             | 17e        | —      | —         | —                                | Médaille d'or, monde      | Épreuve inexistante à cette date | Épreuve inexistante à cette date |
| 2003 Khanty-Mansiysk      | 48e        | 60e    | DNS       | —                                | 13e                       | Épreuve inexistante à cette date | Épreuve inexistante à cette date |
| 2004 Oberhof              | 44e        | 73e    | —         | –                                | Médaille de bronze, monde | Épreuve inexistante à cette date | Épreuve inexistante à cette date |
| 2005 Hochfilzen Khanty-M. | 25e        | 33e    | 44e       | —                                | 5e                        | 5e                               | Épreuve inexistante à cette date |
| 2007 Antholz Anterselva   | 51e        | —      | —         | —                                | —                         | —                                | Épreuve inexistante à cette date |
| 2008 Östersund            | 23e        | —      | —         | —                                | 5e                        | —                                | Épreuve inexistante à cette date |

Légende :

 : première place, médaille d'or

 : troisième place, médaille de bronze

 : épreuve inexistante ou absente du programme

— : pas de participation à cette épreuve

DNS : n'a pas pris le départ

### Coupe du monde
- Meilleur classement général : 20e en 2003.
- 1 podium individuel : 1 troisième place.
- 13 podiums en relais : 2 victoires, 2 deuxièmes places et 9 troisièmes places.

#### Classements annuels
| Année | Classement général final |
| 1999  | 53e                      |
| 2000  | 40e                      |
| 2001  | 34e                      |
| 2002  | 56e                      |
| 2003  | 20e                      |
| 2004  | 26e                      |
| 2005  | 29e                      |
| 2006  | 24e                      |
| 2007  | 53e                      |
| 2008  | 62e                      |